# Анасс Салах-Еддін
Анасс Салах-Еддін (нід. Anass Salah-Eddine, нар. 18 січня 2002, Амстердам, Нідерланди) — нідерландський футболіст марокканського походження, захисник клубу «Твенте».

## Ігрова кар'єра

### Клубна
Анасс Салах-Еддін є вихованцем нідерландських клубів АЗ та «Аякс». У 2018 році футболіст приєднався до академії столичного клубу. З 2020 року почав свої виступи у дублюючому складі «Йонг Аякс» у Еерстедивізі. 1 серпня 2022 року Салах-Еддін підписав з клубом контракт до 2025 року і одразу відбув до «Твенте» в оренду до кінця сезону.
Сезон 2023/24 захисник провів у складі «Аякса», окрім національного чемпіонату також брав участь у матчах Ліги Європи. 1 лютого 2024 року футболіст повернувся до «Твенте», підписавши з клубом повноцінний трирічний контракт.

### Збірна
У 2019 році у складі юнацької збірної Нідерландів (U-17) Салах-Еддін став переможцем юнацького чемпіонату Європи.

## Титули
Аякс
 чемпіон Нідерландів: 2021/22
Нідерланди (U-17)
 Переможець юнацького чемпіонату Європи: 2019
Особисті
- Команда місяця Ередивізі: жовтень 2024[5]